# Ops-Ale
Ops-Ale is een Belgisch bier dat gebrouwen wordt door Brouwerij Cornelissen in Opitter.

## Achtergrond
Ops-Ale werd voor het eerst gebrouwen tussen 1937 en 1940. Omdat Engelse bieren toen erg in de mode waren, kreeg het bier eveneens een Engelse naam. Plaatselijk wordt het echter niet op zijn Engels uitgesproken, maar wel als "opsal".

## Het bier
Ondanks de naam is Ops-Ale geen ale (bovengistend) maar een pils (ondergistend). Het alcoholpercentage is 5,5%. Dit bier is verkrijgbaar in flesjes van 25 cl.

In 2005 werd het als eerste Limburgse product door VLAM erkend als officieel streekproduct.

## Ontvangen prijzen
- Gouden medaille op de Monde Selection van het International Institute for Quality Selections: 1979, 1996, 1998, 1999, 2001, 2002, 2007, 2008, 2009, 2010, 2011.[2]

## Sponsoring
- Ops-Ale sponsort mee veldrijder Ben Berden (Ops-Ale-Stoemper)[3]
- Ops-Ale sponsort eveneens voetbalploeg FC Esperanza Pelt. Ook sponsorde men voor lange tijd Patro Eisden Maasmechelen.[4]